# BrewGroup
BrewGroup fue una empresa de té y café de Nueva Zelanda, que comenzó como Bell Tea en 1898. Bell Tea es el fabricante de té más antiguo del país. A 2014, en Auckland se fabricaban más de 3 millones de bolsitas de té Bell cada día. Sus marcas de té le dieron a BrewGroup una participación de mercado del 40% a 2013. Fue adquirida por Jacobs Douwe Egberts en 2017.

## Historia
La Bell Tea Company fue fundada en 1898 por Norman Harper Bell después de mudarse de Melbourne a Dunedin. Bell se asoció con R. Wilson and Co. en 1898 y registró la marca Bell Tea, que duró hasta 1905, cuando finalizó la sociedad, compró Bell Tea y otras marcas comerciales, y encontró dos nuevos socios. La empresa pasó a llamarse Bell Tea and Coffee Co.
En 1962, Bell Tea fue adquirida por el operador de supermercados Foodstuffs. Debido a la competencia con Progressive Enterprises, el principal competidor de Foodstuffs, Bell Tea tuvo dificultades para ingresar a los supermercados de Progressive, lo que limitó el crecimiento de Bell Tea. Bell Tea se vendió en septiembre de 2013 a Pencarrow Private Equity, con sede en Wellington.
En 2006, Bell Tea compró Burton Hollis Coffee y la empresa pasó a llamarse Bell Tea and Coffee Company.
El terremoto de Christchurch de febrero de 2011 dañó gravemente el edificio de Bell Tea en Christchurch y tuvo que ser demolido. En 2014, Bell Tea vendió su fábrica de Dunedin, que había estado en uso desde 1924. Esto se debió a que la empresa no podía afrontar los costos de mejorar la resistencia sísmica y la seguridad contra incendios, ya que el edificio solo tenía el 34% de la resistencia sísmica mínima. Los costos fueron de más de un millón de dólares. Durante ese año, la compañía también se deshizo de tres de sus propiedades en East Tāmaki, dos de las cuales estaban adyacentes a una fábrica.
En junio de 2016, Bell Tea & Coffee Company pasó a llamarse BrewGroup después de que las ventas de café superaran las de té. BrewGroup fue comprada en 2017 por la empresa neerlandesa Jacobs Douwe Egberts (JDE) por más de 100 millones de dólares.

## Marcas
- Amber Tips (comprado en 1963)[4]
- Burton's[3]
- Edgelets[4]
- Gravity Coffee[3]
- Hummingbird Coffee (comprado en 2016)[12][13]
- Jed's Coffee[3]
- Jura and La Cimbali[3]
- Native Infusions[3]
- NZ Live[3]
- Tiger Tea (comprado en 1969)[4]
- Twinnings[13]